# Taliaferro County
Das Taliaferro County ist ein County im Bundesstaat Georgia der Vereinigten Staaten. Der Verwaltungssitz (County Seat) ist Crawfordville.

## Geographie
Das County liegt im mittleren Nordosten von Georgia und hat eine Fläche von 506 Quadratkilometer ohne nennenswerte Wasseroberfläche. Es grenzt im Uhrzeigersinn an folgende Countys: Wilkes County, Warren County, Hancock County, Greene County und Oglethorpe County.

## Geschichte
Taliaferro County wurde am 24. Dezember 1825 als 65. County in Georgia gebildet. Benannt wurde es nach Benjamin Taliaferro, einem Helden im Revolutionskrieg und Kongress-Mitglied.

## Demografische Daten

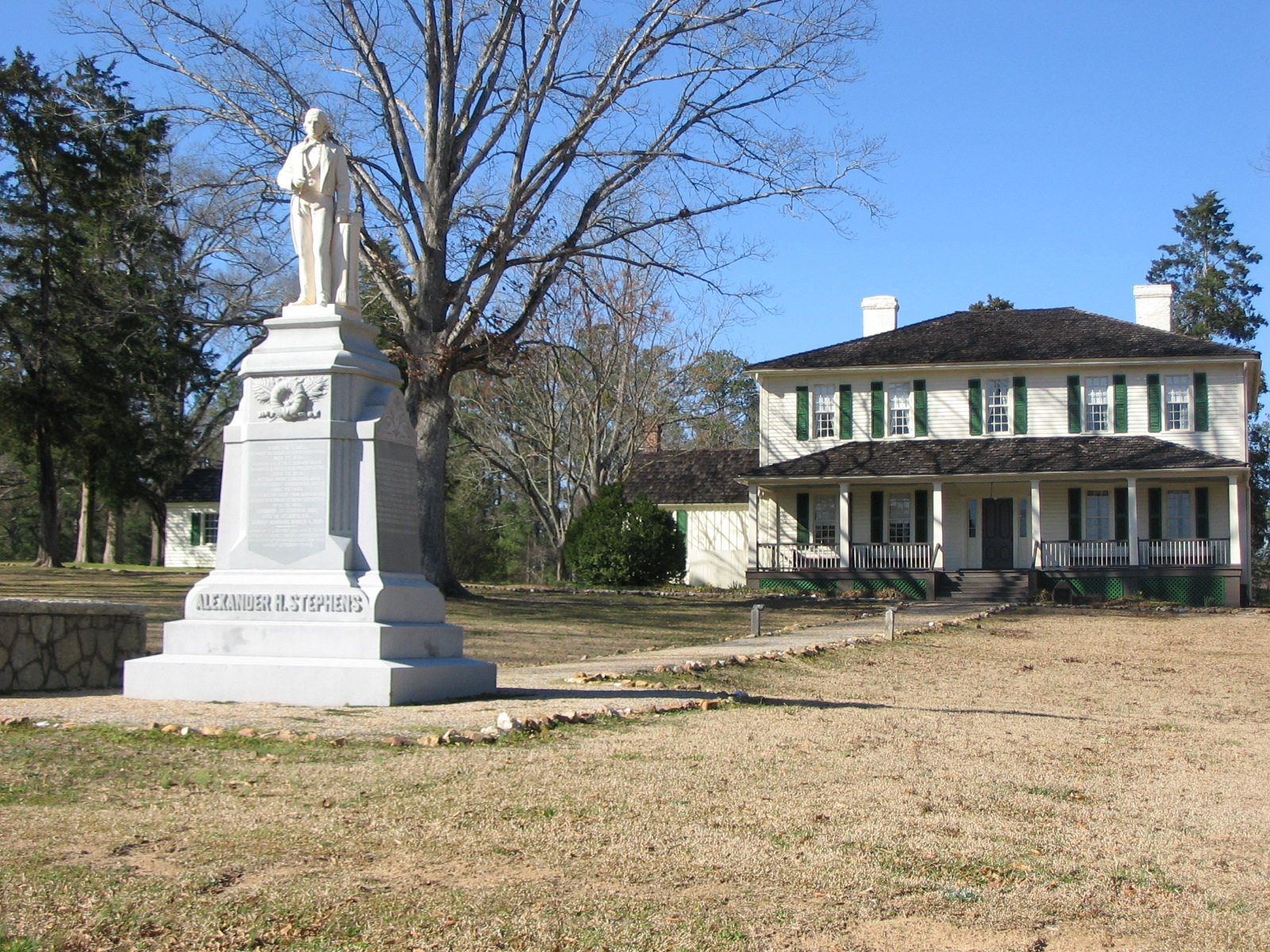
Statue von Alexander Hamilton Stephens, Vizepräsident der Konföderierten. Gelistet im NRHP

Das Taliaferro County ist das nach Einwohnerzahl kleinste County Georgias.
Laut der Volkszählung von 2010 verteilten sich die damaligen 1717 Einwohner auf 759 bewohnte Haushalte, was einen Schnitt von 2,25 Personen pro Haushalt ergibt. Insgesamt bestehen 1015 Haushalte.
63,2 % der Haushalte waren Familienhaushalte (bestehend aus verheirateten Paaren mit oder ohne Nachkommen bzw. einem Elternteil mit Nachkomme) mit einer durchschnittlichen Größe von 2,83 Personen. In 24,9 % aller Haushalte lebten Kinder unter 18 Jahren sowie in 36,4 % aller Haushalte Personen mit mindestens 65 Jahren.
21,8 % der Bevölkerung waren jünger als 20 Jahre, 20,2 % waren 20 bis 39 Jahre alt, 30,3 % waren 40 bis 59 Jahre alt und 27,7 % waren mindestens 60 Jahre alt. Das mittlere Alter betrug 46 Jahre. 49,0 % der Bevölkerung waren männlich und 51,0 % weiblich.
37,3 % der Bevölkerung bezeichneten sich als Weiße, 59,6 % als Afroamerikaner, 0,1 % als Indianer und 0,6 % als Asian Americans. 0,9 % gaben die Angehörigkeit zu einer anderen Ethnie und 1,4 % zu mehreren Ethnien an. 2,0 % der Bevölkerung bestand aus Hispanics oder Latinos.
Das durchschnittliche Jahreseinkommen pro Haushalt lag bei 28.152 USD, dabei lebten 31,4 % der Bevölkerung unter der Armutsgrenze.

## Orte im Taliaferro County
Orte im Taliaferro County mit Einwohnerzahlen der Volkszählung von 2010:
Cities:
- Crawfordville (County Seat) – 534 Einwohner
- Sharon – 140 Einwohner